# Cyphon luteomaculatus
Cyphon luteomaculatus es una especie de coleóptero de la familia Scirtidae.

## Distribución geográfica
Habita en África.